# Kathimerini
Kathimerini (Eigenschreibweise griechisch Η ΚΑΘΗΜΕΡΙΝΗ I KATHIMERINI, deutsch ‚Die Tageszeitung‘) ist eine Athener Morgenzeitung.
Sie erscheint auf Griechisch und ausgewählte Artikel auch in einer englischen Ausgabe, die in den USA separat verkauft wird, in Griechenland und Zypern jedoch der International Herald Tribune beigelegt ist.
Als liberal-konservative Zeitung steht die Kathimerini traditionell der konservativen Nea Dimokratia nahe, mittlerweile ist sie unabhängiger und beschäftigt auch einige als eher linksgerichtet geltende Kolumnisten. So kommt es vor, dass in einer Ausgabe zwei Kolumnisten gegensätzliche Meinungen vertreten.

## Geschichte
Der Zeitungsverlag wurde 1919 von Georgios Vlachos gegründet. Nach dessen Tod übernahm seine Tochter Eleni Vlachou die Leitung. Als konservative etablierte Zeitung wandte sich die Kathimerini nach der kleinasiatischen Katastrophe 1921 gegen die griechischen Flüchtlinge aus der Türkei, sie betrachtete diese als soziales Problem.
Kurz vor dem Einmarsch der Wehrmacht in Griechenland wandte sich der Herausgeber in einem offenen Brief an Hitler, in dem er die geschlossene Haltung der griechischen Bevölkerung beschreibt, den Kampf Griechenlands im Namen der Freiheit als alternativlos beschreibt, einen verlustreichen Sieg Hitlerdeutschlands voraussagt und den strategischen Nutzen des Einmarschs anzweifelt.
Trotz oder aufgrund des liberal-konservativen Profils der Zeitung wurde die Ausgabe der Zeitung von der Militärdiktatur verboten. Nach deren Ende 1974 konnte die Kathimerini wieder erscheinen. 1988 übernahm der Medienunternehmer Georgios Koskotas den Verlag, musste nach einem Veruntreuungsskandal aufgrund des Drucks der Öffentlichkeit diesen wieder verkaufen. Seitdem gehört der Verlag dem Unternehmer Aristides Alafouzos.
Als letzte der großen Tageszeitungen in Griechenland erscheint seit 1999 eine Online-Ausgabe, bis 2004 pflegte die Kathimerini Leitartikel und Essays der kostenlosen Online-Ausgabe mit 12 Stunden Verzögerung zur Print-Ausgabe erscheinen zu lassen.